# Застава М84
Застава М84 је митраљез развијен у фабрици „Застава Оружје“ из Крагујевца. Основа за пројекат је био руски митраљез ПКМ развијен у тадашњем Совјетском Савезу. Основна намена овог митраљеза је дејство по људству, техници, лако и неоклопљеним возилима а у неким ситуацијама може се користити и за дејство по нисколетећим ваздушним циљевима као што су хеликоптери. Теоретски може да дејствује брзином испаљивања од скоро 700 метака у минути, мада се у пракси достиже 250 до 300. Представља стандардни митраљез Војске Србије.

## Развој
Митраљез М84 је развијан током Хладног рата као стандардизована замена старијих система у тадашњој ЈНА, на основу руског митраљеза ПКМ. У односу на ПКМ поседује незнатне измене као што је другачији облик кундака. Израђен је на принципу Калашњикова, уз коришћење позајмице барутних гасова. Од Калашњикова се разликује позицијом механизма позајмице барутних гасова који се налази испод цеви што олакшава замену цеви у случају потребе.

## Варијанте и конструкција
Митраљез је развијен у две основне варијанте: пушкомитраљез (са ножицама) и митраљез (са постољем које је трокрако). Такође је развијена и верзија на истој основи која се користи као спрегнути митраљез код тенкова М-84 са ознаком М86.
У пешадијским водовима се користи верзија пушкомитраљеза док се верзија митраљеза са троношцем користи као ватрено ојачање вода. Уз митраљез постоје и три верзије нишана: 
- пасивни ПН 5X80 нишан (сличан ПКМ митраљезу и целој породици Калашњиков)
- оптички ОН М80 (за нишањење на већим даљинама са увећањем до три пута)
- ноћни (за дејство у ноћним условима или условима смањене видљивости)

Такође овај митраљез има неколико врста хранилаца магацина, реденике од 50, 100, 250, 350 метака и даље. У основи се користи реденик са 50 метака који се може надовезати на други реденик те направити реденике капацитета 250 метака. Реденици се могу сложити у муницијским кутијама капацитета 100 и 250 метака које олакшавају кретање, транспорт и коришћење муниције. Кутија мањег капацитета (100 метака) може се поставити са доње стране митраљеза и олакшати кретање током дејства. Кутије су израђене од пресованог лима. Послугу чине три члана: нишанџија, његов помоћник и доносилац муниције.

## Борбена употреба
Током ратова у бившој Југославији митраљез М84 су користиле све сукобљене стране. Постао је изузетно популаран пружајући сигурност, прецизност и поузданост својим корисницима. Током рата на Косову 1999. године, користиле су га масовно јединице Војске Југославије и посебне јединице полиције. Након тога је коришћен током сукоба на југу Србије као и током рата у Македонији. На многим сликама сукоба се могу видети припадници сукобљених страна са верзијом пушкомитраљеза М84. Своју поузданост М84 је нарочито исказао током дејстава у граничном појасу према Републици Албанији 1998.-1999. године. У тешким метеоролошким и теренским условима М84 је заједно са пушкомитраљезом М72 представљао најјачу пешадијску ватрену подршку Војске Југославије на том простору.